# 拉伊鲁埃拉
拉伊鲁埃拉，是西班牙马德里自治区的一个市镇。总面积17平方公里，总人口83人（2001年），人口密度5人/平方公里。